# Биркенфельд (Наэ)
Биркенфельд (нем. Birkenfeld) — город в Германии, районный центр, расположен в земле Рейнланд-Пфальц.
Входит в состав района Биркенфельд. Подчиняется управлению Биркенфельд. Население составляет 6731 человек (на 31 декабря 2010 года). Занимает площадь 13,58 км². Официальный код — 07 1 34 010.

## Географическое положение
Биркенфельд расположен в бассейне реки Наэ, к северо-западу от неё, недалеко от природного парка Саар-Хунсрюк. Биркенфельд граничит с общинами Голленберг, Эльхвайлер, Шмисберг, Римсберг, Динствайлер, Эльвайлер, Дамбах, Брюккен, Буленберг и Элленберг.

## История
Название «Биркенфельд» франкского происхождения. Около 700 года этот населённый пункт упоминается под названием «Bikenuelt», а в 981 году трирский епископ Эгберт называет его «Birkinvelt». Из этого документа следует, что Святой Лиутвин (в 695—713 архиепископ Трира) подчинил церкви в Биркенфельде и Бромбахе трирскому монастырю. В то же время находки железного века свидетельствуют о достаточно плотном заселении этого района уже в VIII веке до н. э. В I веке до н. э. эта область была захвачена римскими легионами и оставалась под римским господством в течение 400 лет.
В конце XI-начале XII вв. франкское поселение «Биркинфельт» стало владением графов Шпонхайм. После смерти графа Готфрида III в 1223 году территория графства была разделена между двумя линиями дома Шпонхайм. Биркенфельд оказался во владениях линии Шпонхайм-Штаркенбург. В 1293 году впервые упоминается замок Биркенфельд, а в 1332 Биркенфельд получил от императора Людвига Баварского городские права.
В 1437 году после смерти последнего графа Шпонхайм-Штаркенбург Иоганна V его владения были разделены между маркграфами Бадена и графами Фельденц. А после брака Анны фон Фельденц и Штефана Зиммернского Биркенфельд перешёл к Виттельсбахам, а в 1584 году пятый сын Вольфганга, пфальцграфа Цвайбрюккен-Нойбургского, Карл сделал Биркенфельд своей резиденцией и стал пфальцграфом Биркенфельдским.
В 1635 году город стал непосредственным театром боевых действий в рамках Тридцатилетней войны. В этом же году в Биркенфельде отмечена эпидемия чумы, жертвами которой стали 416 человек.
XVIII век стал временем экономического и культурного расцвета Биркенфельда, продолжавшегося до эпохи наполеоновских войн. В 1797 году самостоятельности Биркенфельда пришёл конец: левый берег Рейна стал территорией Франции и до 1815 года город был частью французского департамента Саар.
По итогам Венского конгресса город вошёл в состав Великого герцогства Ольденбург. В 1821 году было построено новое здание замка (в нём сейчас находится администрация района Биркенфельд). Вместе с Ольденбургом Биркенфельд вошёл в состав Германской империи. 1 апреля 1937 года город был передан в состав Пруссии. После окончания Второй мировой войны стал частью французской оккупационной зоны и с 1946 является районным центром в федеральной земле Рейнланд-Пфальц.

## Администрация
Городской совет Биркенфельда состоит из 22 депутатов и бургомистра.
Действующий городской совет избран на коммунальных выборах 7 июня 2014 года. В нём представлены:
- ХДС — 9 депутатов;
- СДПГ — 9;
- Объединение «Граждане для Биркенфельда» — 1;
- Объединение «Биркенфельдский свободный список» — 2;
- СвДП — 1.

Бургомистром города является Петер Науэрт.
Список бургомистров Биркенфельда.
- Эуген Руппенталь 1923—1933 и 1949—1953
- Освальд Моренц 1953—1961
- Вернер Койфер 1961—1970
- Эрих Мёрсдорф 1971—1990
- Манфред Драйер (СДПГ) 1990—2000
- Петер Науэрт (ХДС) с 2000 года.

## Медицина
В Биркенфельде располагается основанный в 1986 году Фонд Стефана Морша — крупнейший в Германии регистр доноров костного мозга, входящий в общенациональный регистр ZKRD.

## Религия
В 2008 году 50 % жителей города относили себя к последователям евангелической церкви и 31 % считали себя католиками. Кроме того в городе существуют церковные общины баптистов, меннонитов, Свидетелей Иеговы, а также община новоапостольской церкви.

## Города-побратимы
- Община Рурдален, провинция Лимбург, Нидерланды
- Шато-Сален, Франция